# گریت بردلی
گریت بردلی (به انگلیسی: Great Bradley) یک روستا و محله مدنی در بریتانیا است که در St Edmundsbury واقع شده‌است. گریت بردلی ۴۳۱ نفر جمعیت دارد.